# Bouy-Luxembourg

Bouy-Luxembourg este o comună în departamentul Aube din nord-estul Franței. În 1 ianuarie 2022 avea o populație de 248 de locuitori.